# Bassaricyon pauli
Bassaricyon gabbii là một loài động vật có vú trong họ Gấu mèo Bắc Mỹ, bộ Ăn thịt. Loài này được Enders mô tả năm 1936.

## Hình ảnh

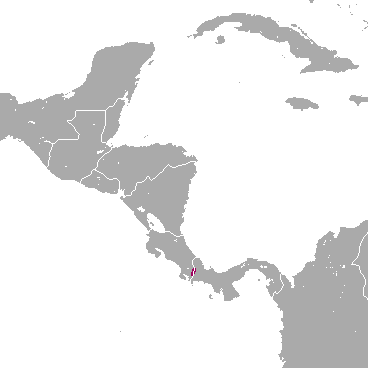
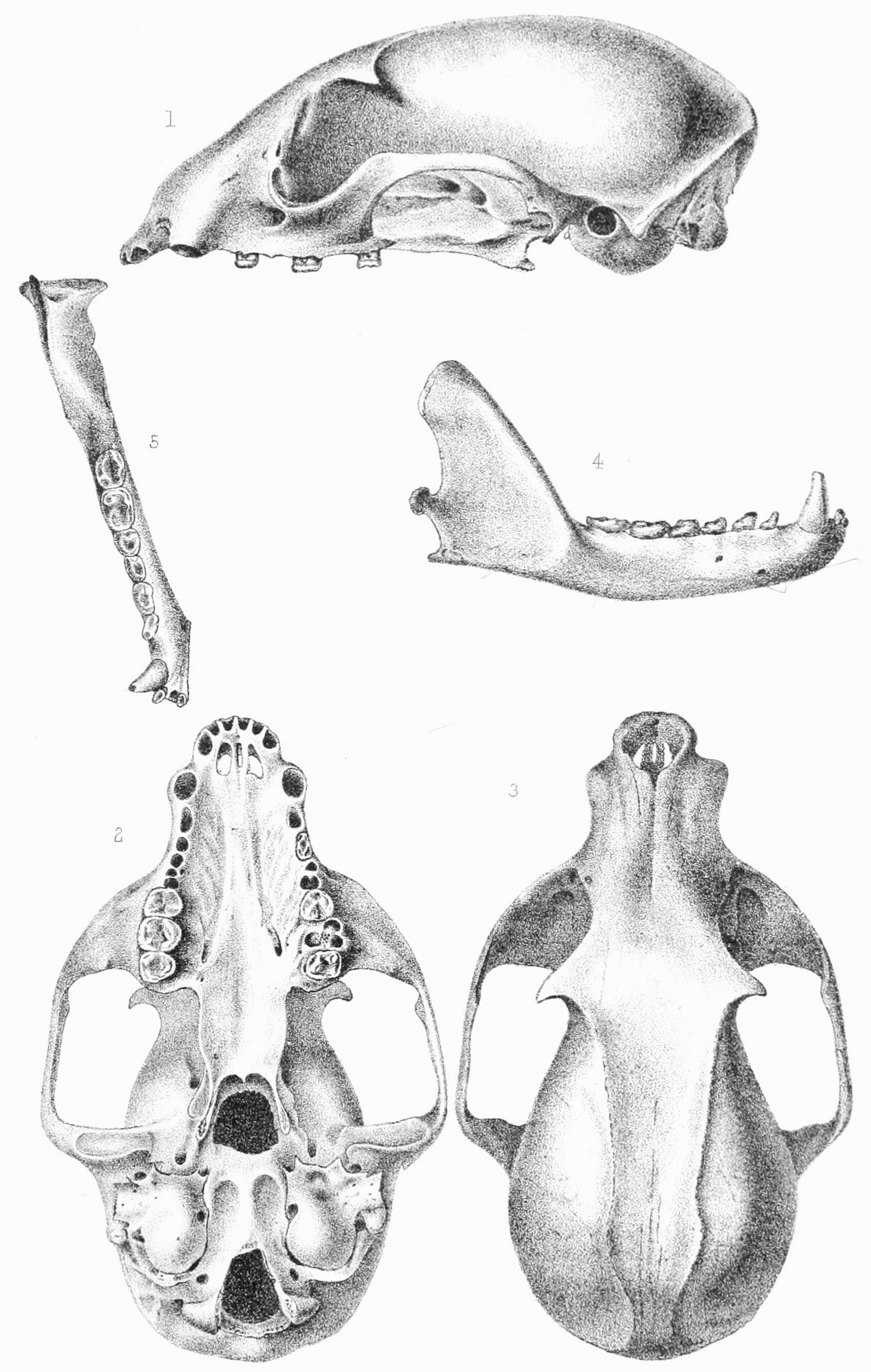
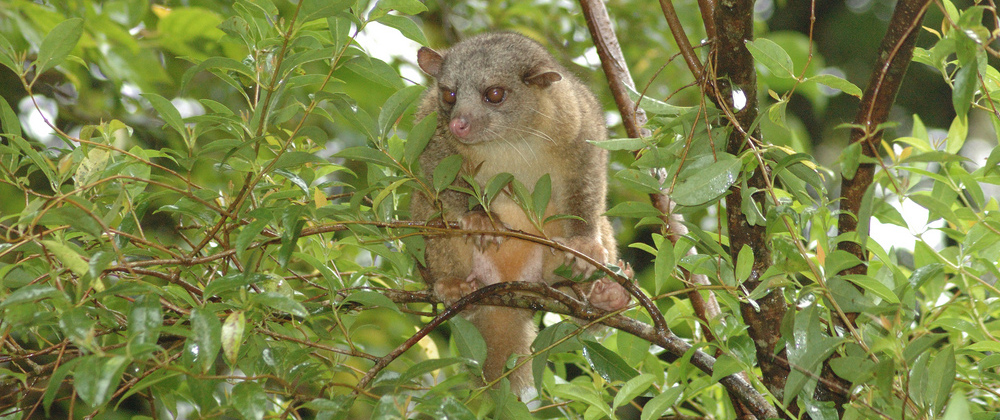